# البوندستاغ الألماني التاسع عشر
تم انتخاب البوندستاغ الألماني التاسع عشر في 24 سبتمبر 2017 وعُقد الاجتماع الافتتاحي في 24 أكتوبر 2017 بعد 30 يومًا من الانتخابات، وبالتالي في آخر موعد ممكن وفقًا للمادة 39 (الفقرة 2) من القانون الأساسي. عندها انتهت وفقًا للمادة 39 (المادة 1) فترة ولاية ("الدورة التشريعية") البوندستاغ الثامن عشر.

## أعضاء البوندستاغ
يضم البوندستاغ الألماني التاسع عشر 709 عضوًا. وفقًا للفقرة 45 (1) من قانون الانتخابات الاتحادي يُمنح الأعضاء تفويضهم بافتتاح أول جلسة بعد الانتخابات. ضم البوندستاغ التاسع عشر 78 نائبا أكثر من البوندستاغ الثامن عشر في اجتماعه الأول و 111 نائبا أكثر من العدد القانوني البالغ 598 (المادة 1 الفقرة 1 من قانون الانتخابات). وهو أكبر عدد أعضاء في تاريخ البوندستاغ، يرجع ذلك إلى الـ 46 مقعد متراكم و الـ 65 مقعد تعويضي (تعادلي) اللازمة. ويعد واحد من أكبر البرلمانات في الديمقراطية الغربية (مجلس اللوردات البريطاني أكبر حيث يضم 810 نواب).
تم انتخاب ما مجموعه 246 عضوًا من حزبي الاتحاد (CDU/CSU)، و 153 عضوًا من الحزب الديمقراطي الاجتماعي (SPD)، و 94 عضوًا من حزب البديل من أجل ألمانيا (AfD)، و 80 عضوًا من الحزب الديمقراطي الحر (FDP)، و 69 عضوًا من حزب اليسار (DIE LINKE)، و 67 عضوًا من حزب الخضر/تحالف 90 (Bündnis 90/Die Grünen).

### أعضاء مستقلين
أعلنت زعيمة حزب البديل آنذاك فراوكه بيتري بعد فترة وجيزة من الانتخابات بأنها ستكون عضوة برلمانية لا تنتمي لأي كتلة حزبية. كما أعلن زميلها ماريو ميروخ مغادرته لكتة حزبه في 4 أكتوبر. وانتقل كلاهما بعد استقالاتهما إلى الحزب الأزرق الذي تأسس قبل أسبوع من الانتخابات وأصبحت بتري زعيمة له.
في 26 نوفمبر 2018 أعلن النائب ماركو بولو عضو الحزب الديمقراطي الاشتراكي المُنتخب في دورتموند مغادرته للحزب، ليصبح عدد أعضاء الكتلة البرلمانية للحزب فقط 152 عضو.
في 17 ديسمبر 2018 أعلن أوفه كامان ‏ رحيله عن حزب البديل وعن كتلته البرلمانية. وبالتالي أصبح عدد أعضاء كتلة حزب البديل 91 عضواً.

## الاجتماع التأسيسي
قام البوندستاغ الثامن عشر بتغيير نظام البوندستاغ الداخلي في 1 يونيو 2017 بناءً على اقتراح من رئيسه آنذاك نوربرت لامارت (CDU) حيث كان عميد البرلمان ومنذ عام 1949 هو أكبر النواب سناً ليصبح أقدم النواب عضوية في البرلمان. وبناءا عليه لم يفتتح فيلهلم فون غوتبرغ ‏ (AFD) جلسة البرلمان الجديد الأولى باعتباره الأكبر سناً، وآل الأمر إلى فولفغانغ شويبله (CDU) باعتباره الأقدم في البوندستاغ منذ عام 1972.
ولكن بسبب كون شويبله مرشح لمنصب رئاسة البوندستاغ تخلى عن العمادة ليقوم هيرمان أوتو سولمز (FDP) بافتتاح الدورة التشريعية كونه ثاني أقدم نائب (1980-2013). اعترضت كتلة حزب البديل على هذا الأمر وطلبت أن يتم انتخاب زعيم جمعية لمهمة وحيدة تتمثل في قيادة التصويت على النظام الداخلي للبوندستاغ ثم تسليم العمادة إلى أكبر الأعضاء سناً حسب ما هو منصوص عليه في النظام الداخلي الحالي آنذاك. تم رفض الاقتراح من كل الكتل البرلمانية السياسية ما عدا كتلة حزب البديل.

## الرئاسة
حتى يتم انتخاب نائب ما لرئاسة البوندستاغ يجب أن يحصل على 355 صوتًا على الأقل (أغلبية مطلقة).

### الرئيس
انتخب البوندستاغ في جلسته الافتتاحية فولفغانغ شويبله (CDU) كرئيس للبرلمان الألماني بأغلبية 501 صوتًا مقابل 173 صوتًا وامتناع 30 عن التصويت.

### نواب الرئيس
قبل انتخاب نواب الرئيس يجب أولاً الاتفاق على عددهم. مُنحت كل كتلة برلمانية نائبا للرئيس وبذلك حُدِّد العدد بستة (عدد الكتل).
تم اقتراح المرشحين التاليين:
- هانز بيتر فريدرش عن الكتلة البرلمانية لحزبي الاتحاد (CDU/CSU)
- توماس أوبرمان عن الكتلة البرلمانية للحزب الديمقراطي الاجتماعي (SPD)
- فولفغانغ كوبيكي عن الكتلة البرلمانية للحزب الديمقراطي الحر (FDP)
- بيترا باو عن الكتلة البرلمانية لحزب اليسار
- كلاوديا روت عن الكتلة البرلمانية لحزب الخضر
- شاغر، حزب البديل من أجل ألمانيا (AfD)

تم انتخاب مرشحي CSU و SPD و FDP والخضر واليسار في الاقتراع الأول بالأغلبية المطلوبة. ولكن مرشح كتلة حزب البديل المثير للجدل ألبرشت غلاسر - وبسبب طلبه حرمان المسلمين من الحقوق الأساسية - فشل في ثلاثة جولات اقتراع في نيل الأصوات الكافية. كان بإمكانه خوض جولة أخرى فقط بموافقة مجلس الحكماء. في 18 يناير 2018 قرر ألبرشت غلاسر عدم استمراره في الترشح للمنصب.
في 6 نوفمبر 2018 تم الإعلان عن ترشيح ماريانا هاردر كونيل ‏ من قبل كتلتها البرلمانية. فشلت هي الأخرى في ثلاث جولات اقتراع وحصلت في الجولة الأخيرة في 4 أبريل 2019 فقط على 199 من أصل 665 صوتًا.
المرشح الثالث غيرولد أوتن ‏ حصل في 11 أبريل على 210 أصوات فقط، بينما صوت ضده 393 نائباً وامتنع 31. حتى في الاقتراع الثاني في 16 مايو حصل على 205 أصوات فقط بأغلبية غير كافية.
فشل باول بودولاي ‏، المرشح الرابع، في 26 سبتمبر بالفوز بأغلبية كافية؛ حيث أنه حصل على 214 صوتًا مقابل 397 صوتًا وامتناع 33 عضوًا عن التصويت.

## المطالبة بتحديد عدد النواب
فيما يخص عدد نواب البرلمان دعا هيرمان أوتو سولمز في 24 أكتوبر 2017 في خطابه كعميد للبرلمان إلى تخفيض عدد نواب البرلمان ووضع حد أقصى له. من بين الموافقين كان اتحاد دافعي الضرائب.

## التمثيل النسائي
يضم البوندستاغ الألماني التاسع عشر 222 امرأة. وبالتالي فإن نسبة النساء حوالي 31٪، وهي نسبة أقل بقليل من 6 نقاط مئوية مما كانت عليه في البوندستاغ الألماني الثامن عشر، مما أثار انتقادات. حيث اُعتبر أن البوندستاغ، الذي يمثل الشعب الألماني، لا يعكس الحصة الحقيقية للنساء اللواتي يشكلن تقريباً 50٪ من السكان. طالبت بعض الأصوات بسن قانون للمساواة.

## الملاحظات
1. ↑  المقاعد المتراكمة هي التي يحصل عليها حزب ما في حال فوزه بعدد من المقاعد المباشرة من خلال الصوت الأول تزيد عن عدد الأصوات التي فاز بها في الصوت الثاني. أما المقاعد التعادلية فهي المقاعد التي يتم توزيعها في حال منح أحد الأحزاب مقاعد تراكمية وذلك بغرض وصول العدد الإجمالي لمقاعد كل حزب (مقاعد مباشرة ومقاعد قوائم) إلى مستوى يمثل نسب الأحزاب وفقاً للصوت الثاني.

## روابط خارجية
- موقع البوندستاغ الألماني.
- معلومات إحصائية (حصة النساء، التوزيع العمري، إلخ) عن البوندستاغ التاسع عشر. في: spiegel.de.